# Shawnigan Lake
Shawnigan Lake est une municipalité située dans la province de la Colombie-Britannique, dans le Île de Vancouver.